# Mas de Nin
Mas de Nin és una masia del municipi de Roda de Berà (Tarragonès) declarada bé cultural d'interès nacional. El Mas de Nin és una gran masia de diferents cossos mesclats amb elements arquitectònics del s. xviii i xix. La masia consta de diverses edificacions, entre les que sobresurt una torre d'origen medieval, així com una era excavada a la roca.

## Descripció
La masia d'en Nin és gairebé un caseriu donades les seves proporcions estructurals. La masia seria, en els seus orígens, un "manso" o masia fortificada, i s'hauria construït en un moment indeterminat de l'Edat Mitjana al voltant d'una torre preexistent. Aquestes edificacions han patit reformes importants tant en el segle xvi com en els segles xviii i xix.
La façana principal del mas presenta una entrada en angle, les portes de la qual apareixen emmarcades per arcs rebaixats que presenten a la clau de l'arc una cartela amb les dades següents: "1863-1871".
Amb tota seguretat però, la masia és força més antiga si observem no sols la torre rodona que es troba a l'interior del seu pati, que possiblement podem datar al voltant del segle xiv, sinó també les característiques pròpies del mas.
La casa principal consta de planta baixa, pis noble amb dues finestres una de les quals té una inscripció. La forma de les finestres és arquitravada. La planta alta té un graner amb tres finestres.
Tot el conjunt del mas és molt interessant, però el seu estat no és del tot el convenient per un edifici d'aquesta importància.
La torre és de planta circular, de 10 m d'alçada i uns 4 m de diàmetre a la base. Està construïda amb maçoneria irregular amb revestiments moderns. La planta baixa és massissa, sobre la qual podem trobar dos pisos més i un terrat. A la seva part alta presenta mènsules de pedra que degueren sostenir un matacà de fusta. A diferència de la propera torre del Cucurull, aquesta construcció no és cimera, sinó que es troba a la part baixa del vessant d'una muntanya, comptant amb una visibilitat més reduïda que aquella. D'aquesta manera, la funció d'aquesta torre seria de caràcter defensiu més que no pas d'una simple guaita. A partir de la morfologia de la torre i de la seva porta, P. Guaita i R. Benimeli (1999) daten aquesta edificació alguns segles abans que el mas pròpiament dit. Seguint aquesta línia, pensen que aquesta torre podria ser la "Guardia de Bernard", citada documentalment ben entrat el s. XI.